# Den neolitiske revolution
Den neolitiske revolution er et begreb, som blev indført af den australske arkæolog Vere Gordon Childe (1892 – 1957) i 1920'erne. Udtrykket brugte han som betegnelse for den dybtgående omstrukturering, som skete i menneskehedens historie, da jæger- og samlerkulturen gik over til en levevis, hvor man hovedsagelig ernærede sig ved jordbrug og husdyrhold. Jæger- og samlerkulturen var livsformen for alle tidligere menneskelige samfund, og udtrykket "den neolitiske revolution" peger på den store effekt, som det fik på samfundet, da man begyndte at fremstille fødemidler i stedet for at leve som jægere og samlere.
Overgangen fra jæger- og samlerkulturen til det mere stabile jordbrugssamfund foregik i forskellige dele af verden og uafhængigt af hinanden for ca. 11.500 til 2.500 år siden. De fleste forskere mener, at det først skete i Mellemøsten, og netop i det område som kaldes for "den frugtbare halvmåne". Kronologien, samfundets sociale opbygning, planternes genetik, plantenes morfologi og de selektive mekanismer hos menneskene samt forløbet af jordbrugets spredning er blevet dokumenteret af arkæologer mange steder i verden, hvor hvor der opstod jordbrugssamfund: Melanesien, Mellemøsten, Mellemamerika, Sydasien, Indien (langs floden Ganges), Sydøstasien, Peru, områderne langs Mississippi i Nordamerika og Yuan i Kina. Jordbruget spredte sig derefter fra disse centre, og med tanke på tidens mangel på infrastruktur, foregik det meget hurtigt over hele jordkloden. Den nye levemåde gav i næste omgang øget stimulans til nye redskaber og anden teknik, nye samfundsformer, nye livsanskuelser og nye kunstformer.

## Begrebets oprindelse og betydning
Udtrykket den neolitiske revolution blev opfundet i 1923 af Vere Gordon Childe for at beskrive den første i en serie af landbrugsmæssige revolutioner som led i Mellemøstens historie. Perioden er beskrevet som en "revolution" for at betegne dens betydning, og den store betydning og graden af ændring, der berørte de samfund, hvor nye landbrugsmetoder gradvist blev taget i brug og efterhånden forbedrede.
Begrebet revolution indebærer en brat omvæltning, men den neolitiske revolution foregik over et ukendt antal tusinde år. Det ville være mere rigtigt at tale om en evolution, men Childe benyttede bevidst det udtryk, som gav størst retorisk kraft. Han skildrede omvæltningens begyndelse sådan:
"Mange barbariske samfund, som etnograferne har kendskab til, gik ikke længere end til at dyrke noget korn og andre planter. Men i de neolitiske samfund i Mellemøsten, Middelhavsområdet og på Balkan, hvis kultur vi har arvet, tæmmede de også visse dyrearter. Det forholder sig sådan, at kun i de regioner, hvor hvede og byg gror vildt, findes der også vilde får, geder, okser og svin. Nu havde jægerne, hvis hustruer dyrkede jorden, noget at tilbyde dyrene, som de tidligere havde jaget: stubmarken efter det indhøstede korn og avnerne fra det tærskede korn. Efterhånden som de nyttige byttedyrs aktionsradius blev reduceret til oaser på grund af ørkendannelse, kunne menneskene studere deres levevis, og i stedet for bare at dræbe dem, kunne de tæmme dem og gøre dem afhængige. En etnografisk skole mener, at husdyrhold startede direkte fra jægerstadiet uden noget mellemspil i form af jorddyrkning. Kombinationen jordbrug og husdyrhold kunne skyldes hyrdenomaders erobring af jorddyrkere, sådan at der blev dannet lagdelte samfund. Men de ældste neolitiske samfund, arkæologerne kender til, var kombinationsbrug, hvor man finder rester efter de fleste af de ovennævnte arter..." 

## Årsager til overgangen til jordbrug
Antagelig var der en gradvis overgang fra jæger- og samlerkulturer, som blev praktiseret af alle tidlige menneskelige samfund, til en ny type kultur baseret på kultivering af avlinger med sigte på fødevareproduktion. Der er beviser for, at de første begyndelser af denne proces må være sket i flere områder på kloden uafhængig af hinanden. Den udvikling, som foregik i den frugtbare halvmåne for omkring 12.000-10.000 år siden var antagelig den vigtigste af disse. Der er flere til dels konkurrerende teorier om hvad, som drev befolkningen til at begynde på jordbrug. Disse teorier kan samles i følgende:
- Oaseteorien blev oprindelig foreslået af Raphael Pumpelly i 1908, men gjort kendt af den australske arkæolog Vere Gordon Childe i 1928 og opsummeret i Childes bog Man Makes Himself (1936).[2] Childe mente, at Mellemøsten oplevede en tørkeperiode i de første århundreder af Holocæn, og at menneskene koncentrerede sig i de tilbageværende, fugtige oasemiljøer, hvor de oplevede øget befolkningspres og eksperimenterede med husdyrhold og dyrkning.
- Bjergsideteorien, som blev fremsat af den amerikanske arkæolog Robert J. Braidwood i 1948. 'Braidwood pegede på en ensartet koncentration af mennesker i miljøer med stor dyre- og plantemangfoldighed på bjergsider vest, nord og øst for slettelandene og uden den samme betydning af tørkeperioder eller andre klimatiske skift.[3]
- Befolkningsteorien foreslået af Carl Sauer[4] og tilpasset af Lewis Binford[5] og Kent Flannery. Binford mente, at forskelligt motiverede forøgelser og koncentrationer hos befolkningerne i bjergområderne rundt om slettelandet førte til en generel fødevarekrise og derfor et behov for udvikling af en mere intensiv fremstilling af levnedsmidler. Andre forskere har særligt betonet dette i studiet af Zagros-bjergene i øst.[6]
- Yngre Dryas-teorien. Arkæologerne A. M. T. Moore og G. C. Hillman (1992), med bidrag fra Ofer Bar-Yosef og R. H. Meadow (1995) peger på, at det varme klima ved starten af holocæn førte til en spredning af vitale dyre- og plantearter nordover i den frugtbare halvmåne. Ved det påfølgende tørre og kolde klima under Yngre Dryas indtraf en fødevarekrise, som tvang de forøgede befolkninger til at intensivere husdyrhold og dyrkning.[7]
- Årstidsteorien. Arkæologerne J. McCorriston og F. Hole (1991) mener, at der under Yngre Dryas opstod større årstidsvariationer end tidligere, og at varmere, tørre somre fremmede spredningen af kornarter ind i områder med gryende landsbybosættelse og et betydeligt befolkningspres.[8]
- Afgrødeforsvarsteorien blev fremmet af forskere som Frederik Zeuner og David Rindos[9] Zeuner mener, at da mennesket begyndte at indsamle eller dyrke kornplanter og gjorde sig afhængig af disse, opstod der et behov for at forsvare denne afgrøde mod græssende, vilde drøvtyggere, får og geder og dermed behov for beskyttede agre.[10] Et naturlig svar blev da at kontrollere først afgrøder og senere disse dyr ved tæmning.
- Konkurrenceteorien. Melinda Zeder (1999) mener, at de nye plantearter, som spredte sig tidligt i Holocæn, blev græsset og udnyttet af både mennesker og dyr, og at denne forøgede kontakt med planteædende dyrearter førte til en gradvis proces med domesticering.[11]

De forskellige teorier udelukker ikke automatisk hinanden, og det er muligt, at årsagen skyldes en kombination af flere forhold.

## Note
1. ↑  Gordon Childe. Her citeret fra Jan Brøgger sr., side 75-76. Se litteraturliste.
2. ↑  Gordon Childe (1936): Man Makes Himself. Oxford university press.
3. ↑  Robert J. Braidwood og B. Howe, «Prehistoric investigations in Iraqi Kurdistan», i Studies in Ancient Oriental Civilizations 31, University of Chicago Press, 1960.
4. ↑  Sauer, Carl, O (1952): Agricultural origins and dispersals.
5. ↑  Binford, Lewis R. (1968): «Post-Pleistocene Adaptations», i Sally R. Binford & Lewis R. Binford: New Perspectives in Archaeology. Chicago: Aldine Publishing Company, 313-342.
6. ↑  Kent V. Flannery, «Origins and ecological effects of early domestication in Iran and the Near East», i P. J. Ucko og G. W. Dimbleby (red): The Domestication and Exploitation of Plants and Animals, Duckworth, London 1969, side 73-100.
7. ↑  A. M. T. Moore og G. C. Hillman, «The Pleistocene to Holocæne transition and human economy in Southwest Asien: The impact of the Younger Dryas», i American Antiquity 57, 1992, side 482-494.
8. ↑  J. McCorriston og F. Hole, «The ecology og seasonal stress and the origins of agriculture in the Near East», i American Anthropologist 93, 1991, side 46-69.
9. ↑  Rindos, David (Dec 1987): The Origins of Agriculture: An Evolutionary Perspective. Academic Press. ISBN 978-0125892810).
10. ↑  Frederik E. Zeuner, A History of Domesticated Animals, Hutchinson, London 1963.
11. ↑  Melinda A. Zeder, «Animal domestication in the Zagros: A review of past and current research», i Paleorient 25(2), 1999, side 11-25.